# Jean-Baptiste Muret
Jean-Baptiste Muret, né à Versailles le 19 mars 1795 et mort à Paris le 4 février 1866, est un dessinateur français ayant effectué toute sa carrière au Cabinet des médailles de la Bibliothèque nationale (/royale/impériale).

## Biographie
Jean-Baptiste Muret entre en 1831 au Cabinet des médailles où il exerce la charge d'employé-dessinateur. Dans le cadre de cet emploi, il réalise également des moulages de monnaies et de pierres gravées. Chargé à partir de 1848 de tenir les fiches d'inventaire des objets archéologiques du cabinet, il est nommé bibliothécaire en 1863. 
Les dessins qu'il réalise au cours de sa carrière sont mobilisés dans de nombreuses publications, comme le Monuments des arts du dessin chez les peuples tant anciens que modernes, recueillis par le Baron Vivant Denon (1816-1820).  
Il travaille également comme illustrateur pour l'édition : il réalise des lithographie d’après les dessins de Moritz Retzsch, d'Horace Vernet et d'Ingres.
Il est le père d'Ernest Muret (Paris, 8 février 1824-27 février 1884), en poste au Cabinet des médailles et antiques de la Bibliothèque Nationale de 1857 à sa mort. Il a rédigé le Catalogue des monnaies gauloises de la Bibliothèque nationale publié en 1889 par Anatole Chabouillet.

## Œuvre dessiné: les «Recueils Muret»

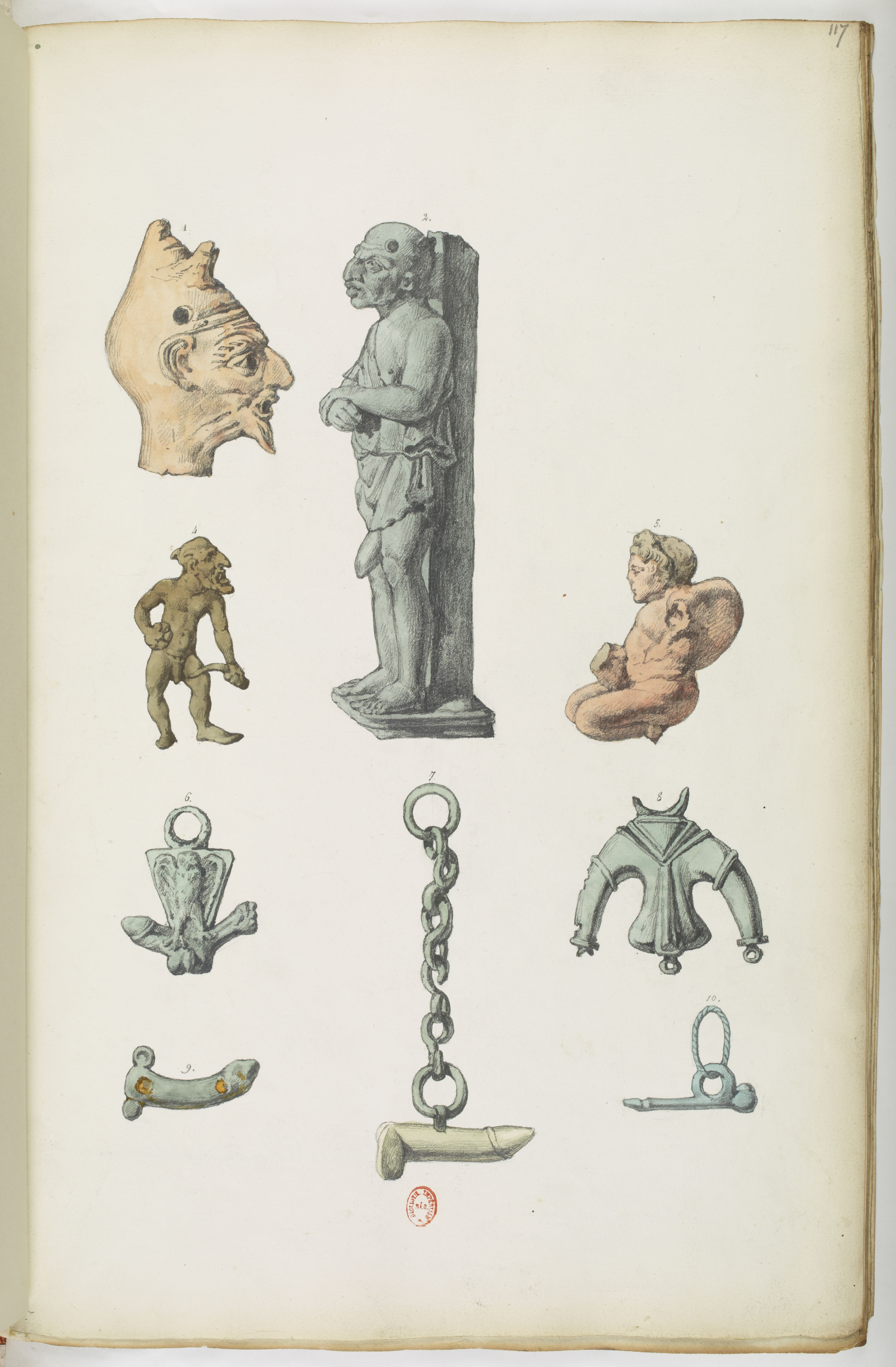
Jean-Baptiste Muret - Planche du Recueil 9 planche 117

En trente-cinq ans de carrière, il dessine plus de 8 000 objets antiques copiés d'après diverses sources. Les objets du cabinet des médailles sont les plus représentés, mais ses dessins documentent également des artefacts conservés en collections privées et dans des musées français et étrangers. Il arrive également à Jean-Baptiste Muret de copier les reproductions de grandes publications antiquaires. 
Les 1986 planches réalisées par Jean-Baptiste Muret sont conservées dans onze volumes reliés grand folio, achetés par la Bibliothèque nationale après sa mort auprès de son fils Ernest. Une partie seulement des objets représentés est identifiée par des légendes, plus ou moins lacunaire.  
Depuis 2017, un projet de recherche mené par l'Institut national d'Histoire de l'Art à Paris vise à éditer numériquement le corpus.

### Sources
- Fiche Bénézit